# La la larks
la la larks（ラララークス）は、2012年に結成された日本の5人組モダンポップ・ロックバンド。所属レーベルはFlyingDog（ビクター内のレーベル）。

## 概要
School Food Punishmentのフロントメンバーだった内村友美を中心に、同バンドのプロデューサーを務めていた江口亮と同じくサポートギタリストだった三井律郎、そして元SADSのクボタケイスケと元GO!GO!7188のターキーという第一線で活躍するミュージシャンたちが集い、2012年に結成されたバンド。数多くのアーティストのアレンジャー・プロデューサーとして活動する江口をはじめ、ボーカル内村を除くメンバー全員が各自様々な音楽活動を行いながらも、その軸足をla la larksに置いている。ライブを中心にインディペンデントな姿勢をキープしつつ、栗山千明への楽曲提供、AZUMA HITOMIのアルバム『フォトン』における楽曲「東京」のリミックス参加、Spangle call Lilli lineのアルバム『Since 2』への内村のfeaturing vocalとしての参加など、活動の幅を広げている。
結成のきっかけは、School Food Punishmentが活動休止した内村のソロ活動のためのサポートミュージシャン探しだった。ライブの誘いを受けた内村がそれを江口に相談。ソロとして行うことを決めたものの、「内村友美」の名義ではなく、「la la larks」というソロプロジェクトとして行うことになった。集められたメンバーはもともと一緒に仕事をしたりバンドの友達だったりして気心も知れていたので、最初のライブで内村が彼らをサポートミュージシャンと思いたくない、このバンドで何かを作りたいと思い、パーマネントなバンドとして活動することが決定した。
当初なかなかCDをリリースしなかった理由については、「すぐCDは作れる。でもそれをやっていたら、バンドの流れも停滞すると思う。だから、今後の発表の形を真剣に考えるため、出してない」とJ-WAVE TOKYO REAL-EYESへのゲスト出演時に語っている。またナタリーのインタビューでは、「結成して、すぐにCDを作ろうって感じじゃなかった」としている。

## メンバー
- 内村友美（ex. School Food Punishment）
  - ボーカル担当。

- 江口亮（Stereo Fabrication of Youth、MIM）
  - キーボード、ギター、コーラス担当。

- 三井律郎（THE YOUTH、LOST IN TIME）
  - ギター担当。

- クボタケイスケ（ex. SADS）
  - ベース担当。

- ターキー（ex. GO!GO!7188）
  - ドラムス担当。

## 略歴
2012年、ボーカル内村が当時所属していたSchool Food Punishmentの活動休止を機に結成。
2014年、J-WAVEの番組「TOKYO REAL-EYES」とのコラボ企画でCD「28時」をクラウドファンディングで制作。開始から40日間で目標を大幅に上回る200万円超の金額を達成。同年4月26日の放送で初オンエアされ、ラストチューンとして流された後、10月よりエンディング曲として使用される。
2014年6月4日、1stシングル「ego-izm」をリリース。同曲はテレビアニメ「M3〜ソノ黒キ鋼〜」の曲として制作され、同アニメのエンディングテーマに起用された。この曲の制作背景として、以前江口が坂本真綾に楽曲を提供した時に関わったプロデューサーとの縁で、「M3〜ソノ黒キ鋼〜」監督を務める佐藤順一との間を取り持ってもらったのがきっかけとなっている。同曲は、「思春期の葛藤」をテーマにして制作された。
2015年7月29日、2ndシングル「ハレルヤ」をリリース。テレビアニメ「空戦魔導士候補生の教官」のエンディングテーマに採用された。
2017年8月30日、1stフルアルバム『Culture Vulture』をFlyingDogからリリース。

## ディスコグラフィ

### アルバム
|     | 発売日        | タイトル        | 規格   | 規格品番               | 最高位 |
| --- | ------------- | --------------- | ------ | ---------------------- | ------ |
| 1st | 2017年8月30日 | Culture Vulture | CD+DVD | VTZL-132（初回限定盤） | 33位   |
| 1st | 2017年8月30日 | Culture Vulture | CD     | VTZL-60454（通常盤）   | 33位   |

### 楽曲提供
- 「0」（栗山千明「0」収録、2013年10月23日発売）[14] - 作詞・作曲
- 「色彩」（坂本真綾「幸せについて私が知っている5つの方法/色彩」収録、2015年1月28日発売）[15] - 作曲・編曲・アルバム「Culture Vulture」にてセルフカバー。
- 「紅く、絶望の花。」（JUNNA「紅く、絶望の花。」収録、2018年7月18日発売）[16]  - 作詞・作曲・編曲
- 「空白[注 2]」（坂本真綾「逆光」収録、2018年7月25日発売）[17]  - 作曲・編曲
- 「花は幻」「ジレンマ」（YuNi「clear/CoLoR」収録、2019年4月24日発売）[18] - 作詞・作曲[注 3]
- 「Calling」（Teresa「HYBRID」収録、2019年10月23日発売） - 作詞・作曲

## タイアップ
| 楽曲     | タイアップ                                               | 時期   |
| -------- | -------------------------------------------------------- | ------ |
| ego-izm  | テレビアニメ『M3〜ソノ黒キ鋼〜』前期エンディングテーマ。 | 2014年 |
| ハレルヤ | テレビアニメ『空戦魔導士候補生の教官』エンディングテーマ | 2015年 |